# Лоне Шерфіґ
Лоне Шерфіґ (дан. Lone Scherfig; 2 травня 1959, Копенгаген, Данія) — данська кінорежисерка та сценаристка.

## Життєпис
Лоне Шерфіґ народилася у передмісті Копенгагена в родині датського режисера Оле Шерфіґ та Лізи Шерфіґ. Її двоюрідний дід — данський письменник Ганс Шерфіґ.
Після закінчення школи навчалась в Сорбоні.
У 1984 році закінчила Національну Кіношколу Данії. Працювала на радіо в театрі і на телебаченні.

## Кар'єра
Лоне почала кар'єру кінорежисера в 1985 році, знявши кілька короткометражок. На початку своєї кар'єри Лоне Шерфіґ захоплювалася авангардом і співпрацювала з відомим данським режисером-авангардистом Ларсом фон Трієром. Перша повнометражна робота — «Подорож в день народження» (The Birthday Trip). Фільм був відібраний для Берлінської Панорами отримав нагороди на кількох міжнародних кінофестивалях. Друга кінострічка Лоне Шерфіґ — дитячий фільм «На наш манер» (On Our Own) отримала Гран-Прі в Монреалі а також приз на МКФ в Амстердамі (1998).
«Італійська для початківців» — третій фільм Лоне Шерфіґ який вона зняла у 2000 році керуючись принципами «Догма-95». Ця стрічка принесла їй визнання. На Берлінському кінофестивалі в 2001 році фільм отримав «Срібного ведмедя» та приз ФІПРЕССІ.
Після успіху цього фільму Шерфіґ починає знімати англійською. Останні її роботи — стрічки «Виховання почуттів» (2009), що зібрала кілька номінацій на «Оскар», премію «BAFTA» та інші престижні нагороди, і «Один день»(2011).
Лоне Шерфіґ — лауреат данської почесної нагороди імені Карла Теодора Дреєра (2001).

## Фільмографія

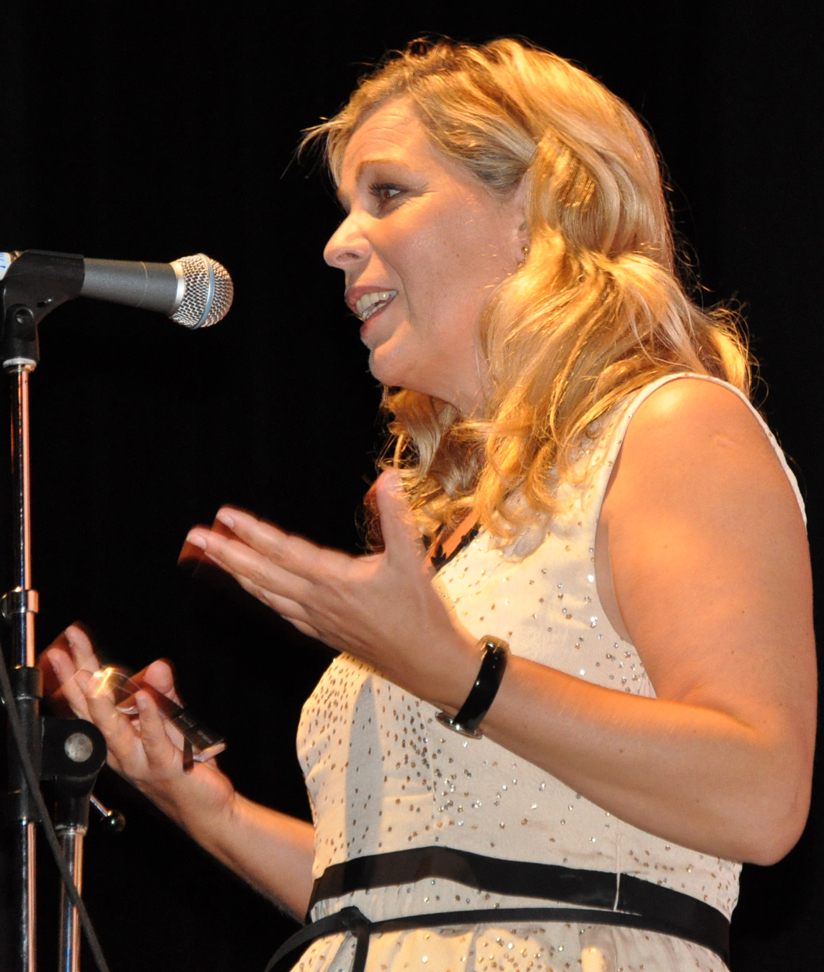

### Фільми
- 1990 — Подорож в день народження / Kaj's fødselsdag[5]
- 1998 — На наш манер / Når mor kommer hjem[6]
- 2000 — Італійська для початківців / Italienska för nybörjare[7]
- 2002 — Вілбур хоче покінчити з собою / Wilbur[8]
- 2006 — Червона дорога / Red Road
- 2007 — Так само, як вдома / Just like Home
- 2008 — Освіта / An Education[9]
- 2009 — Віслюки / Donkeys
- 2011 — Один день/ En dag
- 2014 — Клуб бунтарів / The Riot Club
- 2016 — Їх зоряні півтори години / Their Finest Hour and a Half
- 2019 — Доброта незнайомців / The Kindness of Strangers

### Серіали
- 1994 — Флеммінг і Беріт
- 1997 — ТАКСІ
- 2000 — У тихому струмку
- 2005 — Хроніка
- 2015 — Клуб дружин астронавтів